# (4308) Magarach
(4308) Magarach es un asteroide perteneciente al cinturón de asteroides, descubierto el 9 de agosto de 1978 por Nikolái Stepánovich Chernyj desde el Observatorio Astrofísico de Crimea (República de Crimea).

## Designación y nombre
Designado provisionalmente como 1978 PL4. Fue nombrado Magarach en homenaje al vino “Magarach”.